# Бушуевка (Свердловская область)
Бушу́евка — посёлок в Свердловской области России, входит в состав ЗАТО городской округ город Лесной.

## География
Посёлок Бушуевка муниципального образования «Городской округ «город Лесной» расположен в 8 километрах (по автотрассе — в 9 километрах) к северу от города Лесной, на обоих берегах реки Выя (левого притока реки Тура).

## История
Посёлок Бушуевка был образован как бывший старательский прииск, возникший в 1866 году, с началом разработки здесь крупного месторождения платины. 
В 1933—1955 годах относился к Исовскому району. В начале 1930 годов в поселке селили спецпереселенцев из числа раскулаченных.  
С 1955 года входил в состав Нижнетуринского района. В посёлке имелись начальная школа, медпункт, клуб. В 1970—1980-е школу из-за недостатка учеников закрыли, клуб и магазин сгорели. 
В 1994 году поселок Бушуевка вышел из подчинения Нижней Туре и передан в административно-территориальное управление городу Лесному. 
В начале 2000-х здесь прекратила работу последняя драга.

## Население
| 2002 | 2010 |
| ---- | ---- |
| 12   | ↗14  |